# Kościół św. Antoniego Padewskiego w Chwałowicach
Kościół pw. św. Antoniego Padewskiego w Chwałowicach – katolicki kościół filialny (parafia w Jeninie) znajdujący się w Chwałowicach (gmina Bogdaniec). Zachowany w dużej mierze w oryginalnym kształcie stanowi pamiątkę osadnictwa na błotach nadwarciańskich.

## Historia
Osadnicy olęderscy osuszający błota nadwarciańskie założyli wieś już w 1686, z inicjatywy władz miejskich Gorzowa, ale kościół powstał na sztucznie usypanym wzgórzu dopiero podczas kolonizacji fryderycjańskiej w 1790, jako ewangelicki. Usytuowanie na wyniesieniu terenu chronić miało kościół przed częstymi na błotach powodziami.
Wybudowano go w technologii muru pruskiego na planie zbliżonym do kwadratu, jako salowy ze stropem belkowym. Kruchtę umieszczono przy nieco dłuższym boku od strony południowo-zachodniej. Obiekt pokryto dachem czterospadowym, a kruchtę – dwuspadowym. Obok posadowiono drewnianą dzwonnicę.
Po II wojnie światowej utworzono aneksy po obu bokach ołtarza. Skrócono też empory przy dłuższych bokach (emporę organową pozostawiono bez zmian).
Od XIX wieku do 1945 pozostawał kościołem protestanckim i posiadał status świątyni parafialnej. 13 czerwca 1946 został ponownie konsekrowany jako rzymskokatolicki (wieś zasiedlili Polacy z kresów wschodnich oraz Wielkopolski, a także Łemkowie).
W 2000 przeprowadzono kapitalny remont obiektu, podczas którego wymieniono wszystkie ściany z zachowaniem konstrukcji ryglowej, założono fundamenty, poddano renowacji dach i strop świątyni. Wylano też posadzkę i położono płytki ceramiczne, wyremontowano emporę organową i przeprowadzono konserwację ołtarza głównego.

## Wyposażenie
Na tle innych świątyń z rejonu błot nadwarciańskich obiekt chwałowicki zachował dużą część wcześniejszego wyposażenia: późnobarokowy ołtarz ambonowy z usuniętym koszem (koniec XVIII wieku), prospekt organowy (neogotycki), ławki, żyrandole, chrzcielnicę i dzwon (wszystko XIX-wieczne). Cennymi elementami są stolarka okienna (częściowo z czasu budowy, częściowo XIX-wieczna) oraz drzwi konstrukcji ramowo-płycinowej.

## Galeria

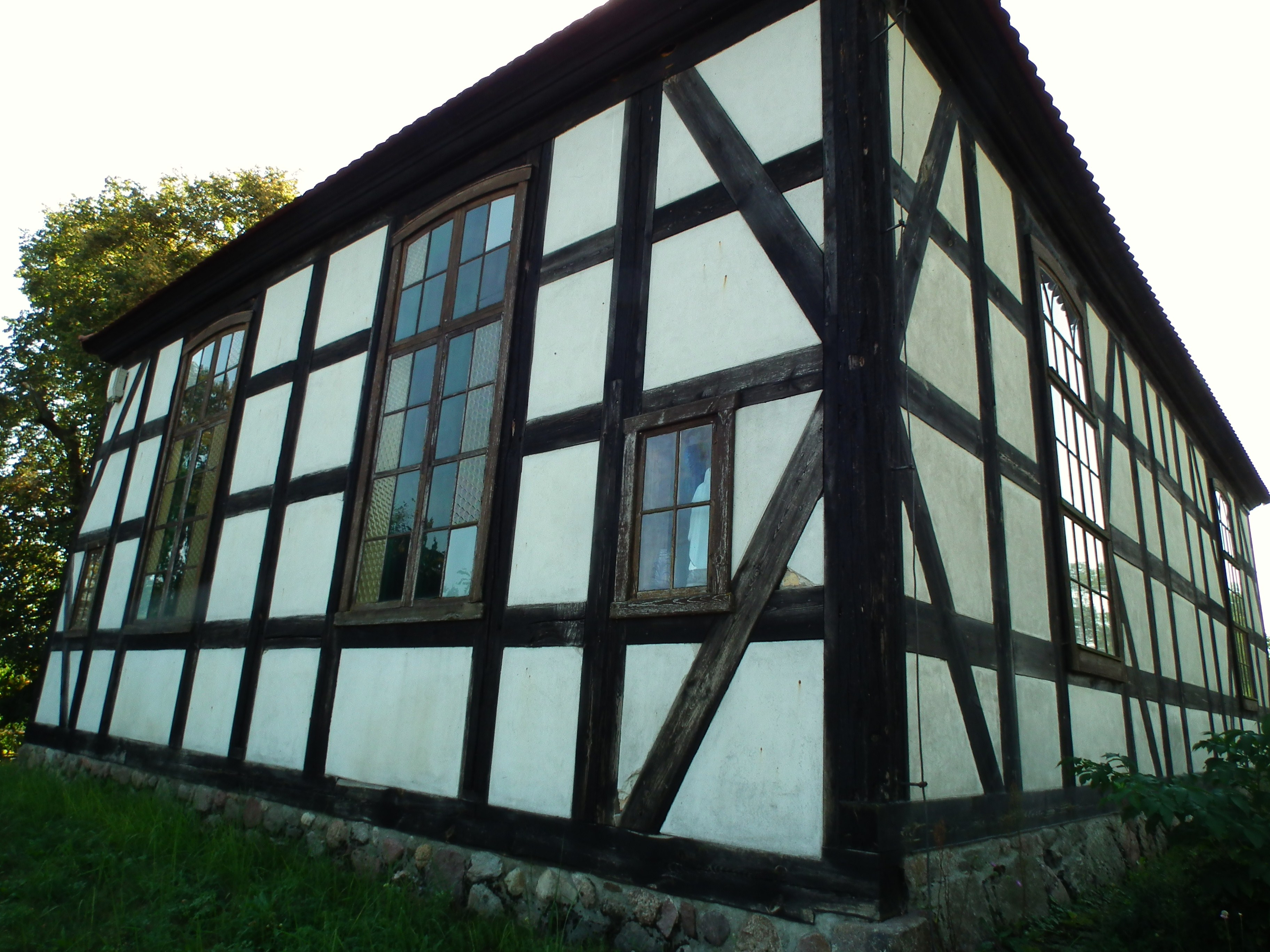
Ściana ołtarzowa
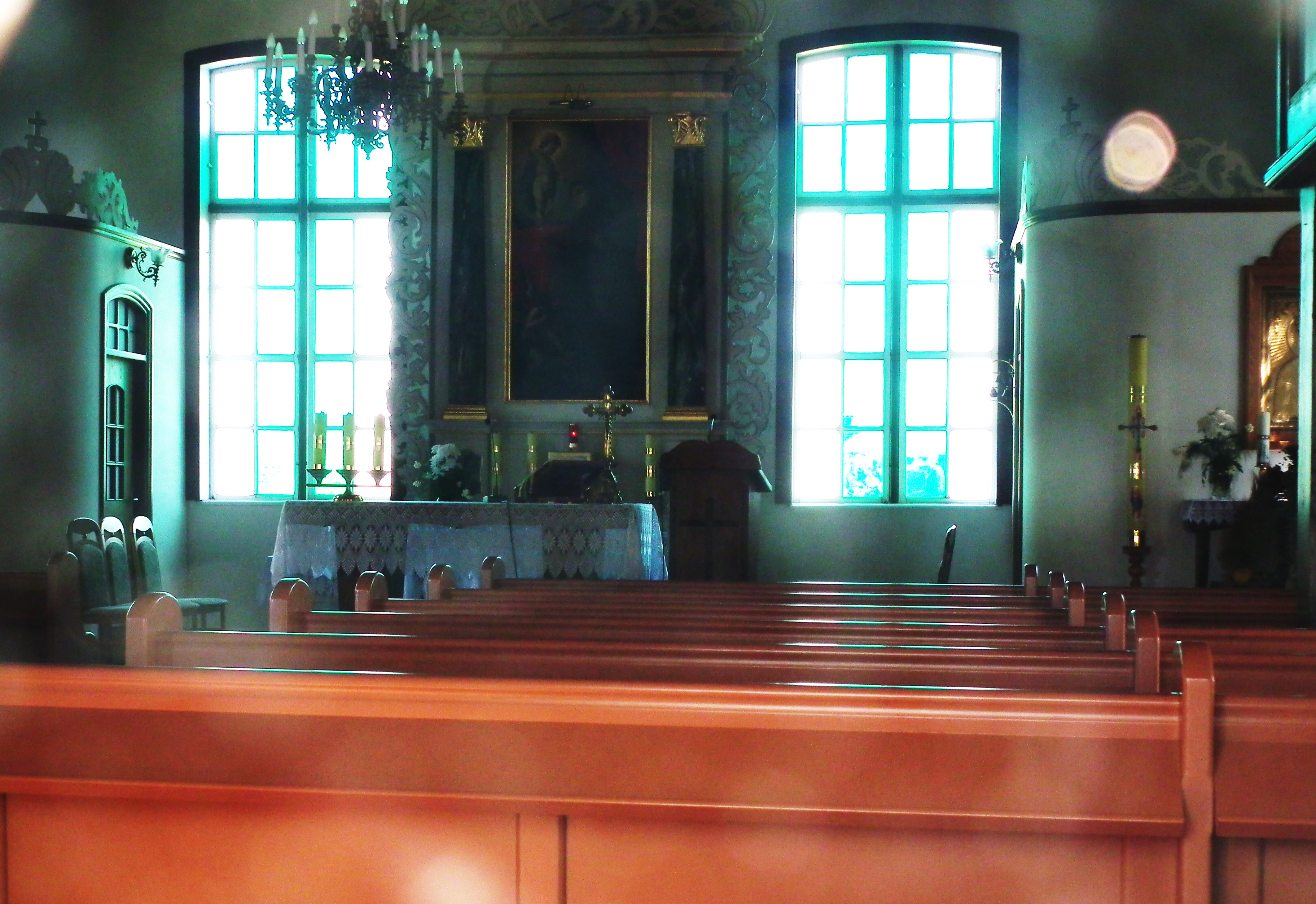
Ołtarz
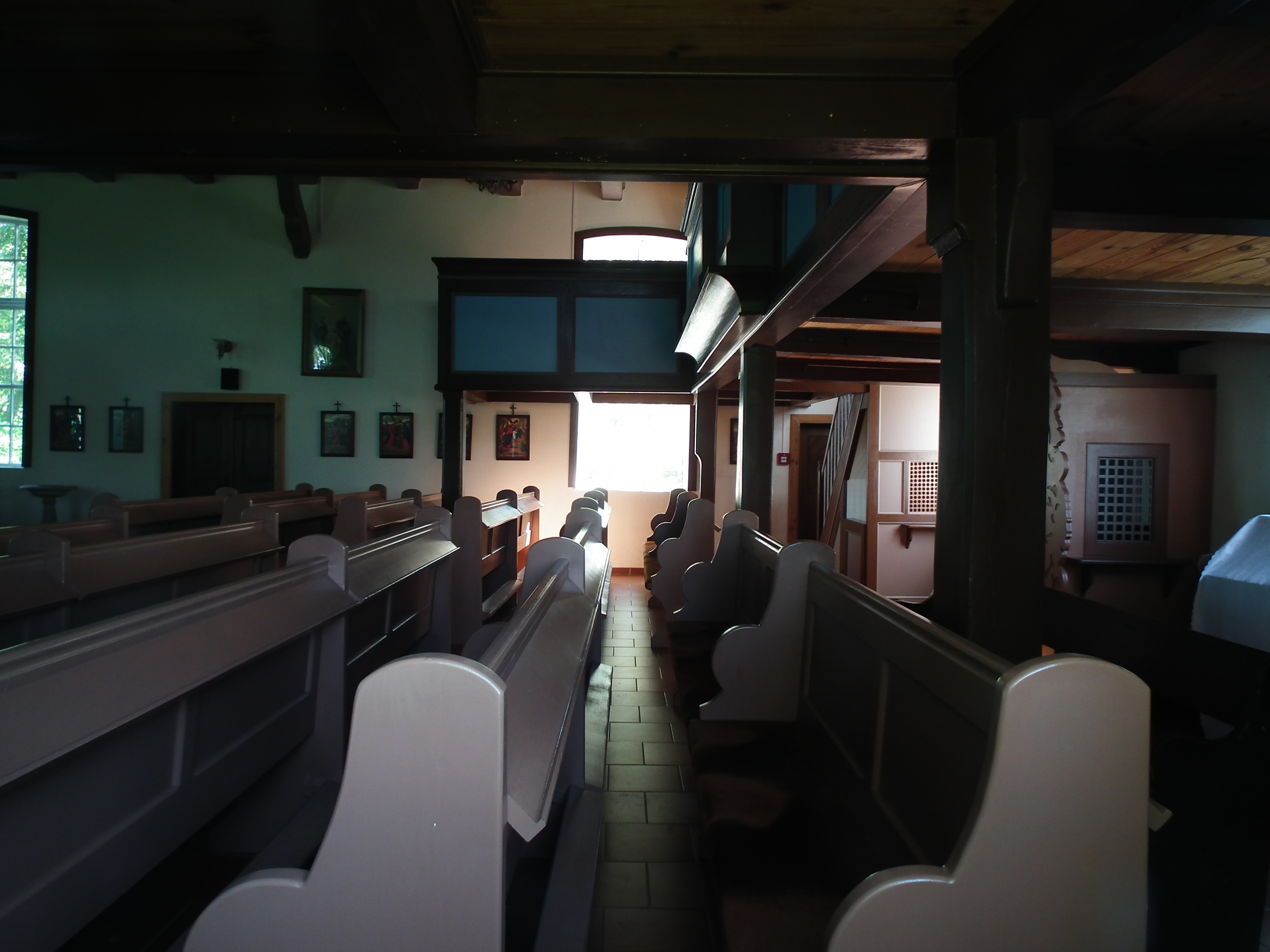
Empory